# Chian Yai (huyện)
Chian Yai (tiếng Thái: เชียรใหญ่) là một huyện (amphoe) ở đông nam của tỉnh Nakhon Si Thammarat, miền nam Thái Lan.

## Địa lý
Các huyện giáp ranh (từ phía bắc theo chiều kim đồng hồ) là Pak Phanang, Hua Sai, Cha-uat và Chaloem Phra Kiat.

## Lịch sử
Tiểu huyện (King Amphoe) được tách ngày 28 tháng 2 năm 1937 từ huyện Pak Phanang. Đơn vị này đã được nâng cấp thành huyện ngày 21 tháng 10 năm 1947.

## Hành chính
Huyện này được chia thành 10 phó huyện (tambon), các đơn vị này lại được chia ra thành 98 làng (muban). Chian Yai là một thị trấn (thesaban tambon) nằm trên một phần của tambon Chian Yai, Tha Khanan và Thong Lamchiak. Có 9 Tổ chức hành chính tambon.
| \| STT \| Tên \| Tên tiếng Thái \| Số làng \| Dân số \| \| \| --- \| --------------- \| -------------- \| ------- \| ------ \| \| \| 1. \| Chian Yai \| เชียรใหญ่ \| 10 \| 4.210 \| \| \| 3. \| Tha Khanan \| ท่าขนาน \| 11 \| 2.989 \| \| \| 4. \| Banklang \| บ้านกลาง \| 4 \| 1.037 \| \| \| 5. \| Ban Noen \| บ้านเนิน \| 10 \| 3.144 \| \| \| 6. \| Sai Mak \| ไสหมาก \| 11 \| 4.900 \| \| \| 7. \| Thong Lamchiak \| ท้องลำเจียก \| 10 \| 4.816 \| \| \| 10. \| Suea Hueng \| เสือหึง \| 11 \| 3.030 \| \| \| 11. \| Karaket \| การะเกด \| 12 \| 7.371 \| \| \| 12. \| Khao Phrabat \| เขาพระบาท \| 9 \| 6.849 \| \| \| 13. \| Mae Chao Yu Hua \| แม่เจ้าอยู่หัว \| 10 \| 7.481 \| \| | Map of Tambon   |                |         |        |  |
| STT | Tên             | Tên tiếng Thái | Số làng | Dân số |  |
| 1. | Chian Yai       | เชียรใหญ่        | 10      | 4.210  |  |
| 3. | Tha Khanan      | ท่าขนาน         | 11      | 2.989  |  |
| 4. | Banklang        | บ้านกลาง        | 4       | 1.037  |  |
| 5. | Ban Noen        | บ้านเนิน         | 10      | 3.144  |  |
| 6. | Sai Mak         | ไสหมาก         | 11      | 4.900  |  |
| 7. | Thong Lamchiak  | ท้องลำเจียก      | 10      | 4.816  |  |
| 10. | Suea Hueng      | เสือหึง          | 11      | 3.030  |  |
| 11. | Karaket         | การะเกด        | 12      | 7.371  |  |
| 12. | Khao Phrabat    | เขาพระบาท      | 9       | 6.849  |  |
| 13. | Mae Chao Yu Hua | แม่เจ้าอยู่หัว      | 10      | 7.481  |  |

Các số không có trong bảng này là tambon nay tạo thành huyện Chaloem Phra Kiat.